# Digitalna knjižnica
Digitalna knjižnica je knjižnica, ki ima informacijske vire v digitalni obliki. Vsebuje lahko digitalizirano gradivo ali gradivo, ki je bilo že izvorno narejeno v digitalni obliki. Digitalna knjižnica je torej knjižnica, ki uporabnikom nudi organizirane zbirke digitalnih dokumentov in jim s svojimi storitvami zagotavlja njihovo dostopnost in uporabo.

## Predstavitev
Prvi izraz za tako vrsto knjižnice se je  prvič pojavil okoli leta 1992 in sicer elektronska knjižnica. Od takrat dalje poznamo še izraza virtualna in digitalna. 
Največkrat gre za pomoto pri razumevanju pomena, saj izraz digitalna knjižnica ne pomeni isto kot zbirke digitalnih dokumentov in njihova orodja za upravljanje z informacijami, ampak vključuje tudi različne aktivnosti, s pomočjo katerih postanejo zbirke, storitve in kadri del življenjskega cikla ustvarjanja, uporabe in ohranjanja informacij in znanja. Torej zajema termin digitalna knjižnica tako oblikovanje, kot distribucijo vseh vrst informacij prek omrežij, od v digitalno obliko pretvorjenih starih gradiv do takšne vrste informacij, ki nimajo analogije v fizičnem svetu. 
Digitalna knjižnica tudi ni sinonim za digitalizacijo knjižničnega gradiva, saj gre v primeru digitalizacije le za pretvorbo zapisov iz analogne v digitalno obliko, kar je le ena od aktivnosti, ki potekajo v procesu izgradnje digitalne knjižnice.

## Različna poimenovanja in uporaba
Uporaba digitalne knjižnice različnih uporabnikov in njihova različna uporaba botrujejo tudi dejstvu, da jo poimenujejo vsak po svoje. Digitalna knjižnica je torej lahko:
- za informacijsko službo velika baza podatkov,
- za ljudi, ki delajo s hipertekstnimi tehnologijami, je digitalna knjižnica lahko določena aplikacija,
- tistim, ki se ukvarjajo z internetom, je lahko digitalna knjižnica internet sam oz. svetovni splet,
- za bibliotekarsko stroko pa je naslednji korak pri avtomatizaciji knjižnic, ki poteka že vrsto let.

Pravzaprav je digitalna knjižnica vse zgoraj našteto.

## Prednosti
- Digitalna knjižnica je lahko dostopna.
- Je brez fizičnih omejitev, saj uporabniku ni potrebno biti v knjižnici.
- Zmanjša potrebo po fizičnem prostor, ki ga bi sicer rabili za izgradnjo tradicionalne knjižnice.
- Dostopna 24 ur na dan.
- Isti vir je lahko uporabljen istočasno od več uporabnikov, kar ni mogoče v tradicionalni knjižnici.

## Hibridna knjižnica
Hibridna knjižnica je knjižnica, ki uporabnikom nudi informacijske vire na različnih nosilcih (klasičnih in elektronskih) in v različnih oblikah zapisov (analogni, digitalni) in jim zagotavlja njihovo dostopnost in uporabo s klasičnimi kot elektronskimi storitvami. Torej združuje v sobivanje tiskano in digitalno gradivo. Prvič se je pojavila v Združenem kraljestvu.

## Prihodnost
Veliki digitalizacijski projekti se dogajajo pri Googlu, the Million Book Project in Internet Archive. Zaradi izboljševanja pri ravnanju s knjigami in predstavitev tehnologij, kot so optično prepoznavanje znakov in e-knjige, razvoj alternativnih skladišč in poslovnih modelov, so digitalne knjižnice vedno bolj priljubljene, kar je razvidno tudi iz Googla, Yahooja in MSNja.
Peter Lyman in Hal Varian, informacijska znanstvenika na kalifornijski univerzi Berkley, ocenjujeta, da za letno proizvodnjo tiska, filmov, optičnih in magnetnih vsebin potrebujemo približno 1,5 milijarde gigabajtov prostora za shranjevanje. 
Prihodnost knjižnic in informacij je v digitalnem, saj takoj, ko bo tehnološko mogoče, bo lahko povprečna oseba virtualno dostopala do vseh zapisanih in shranjenih svetovnih informacij.